# Matsuura Isao

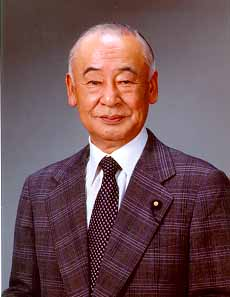
Matsuura Isao

Matsuura Isao (jap. 松浦 功; * 24. April 1923 in Tōkyō; † 28. Dezember 2002) war ein japanischer Politiker der Liberaldemokratischen Partei (LDP), Abgeordneter des Sangiin und von 1996 bis 1997 Justizminister.

## Leben
Nach seinem Studium an der Kaiserlichen Universität Tokio wurde Matsuura Beamter im Innenministerium, nach dessen Auflösung dann in der Innenbehörde. 1976 wurde er zum Leiter der Feuer- und Katastrophenschutzbehörde ernannt. Von 1976 bis 1977 war er Staatssekretär im Innenministerium.
1980 wurde er im nationalen Wahlkreis, der ganz Japan umfasste, erstmals ins Sangiin gewählt. In der LDP schloss er sich der Takeshita-Faktion an. 1996 wurde er Justizminister im 2. Kabinett Hashimoto.
1998 zog er sich nach drei Amtszeiten im Sangiin aus der Politik zurück.